# Justine Frischmann
Justine Frischmann či Frischmannová (* 16. září 1969 Kensington, Londýn) je britská hudebnice a umělkyně. Známa je zejména jako frontmanka rockové kapely Elastica. Po jejím rozpadu se dala na malování.
Od roku 1991 do roku 1998 byla ve vztahu s Damonem Albarnem. O jejich rozchodu nahrála jeho kapela Blur album 13.